# Länghem
Länghem è un'area urbana della Svezia situata nel comune di Tranemo, contea di Västra Götaland.
La popolazione rilevata nel censimento 2010 era di 989 abitanti.